# Uropyia meticulodina
Uropyia meticulodina är en fjärilsart som beskrevs av Charles Oberthür 1884. Uropyia meticulodina ingår i släktet Uropyia och familjen tandspinnare. Inga underarter finns listade i Catalogue of Life.